# (14617) Lasvergnas
(14617) Lasvergnas (1998 UA4) – planetoida z pasa głównego asteroid okrążająca Słońce w ciągu 4,91 lat w średniej odległości 2,89 j.a. Odkryta 21 października 1998 roku.